# Ebba Sundholm (rösträttsaktivist)
Ebba Maria Sundholm, född 8 juli 1856 i Visby stadsförsamling, Gotlands län, död 22 oktober 1930 i Hudiksvalls församling, Gävleborgs län, var en svensk ämneslärare och rösträttsaktivist.
Hon var verksam i kampanjen för införandet av kvinnlig rösträtt i Sverige och ordförande för Föreningen för kvinnans politiska rösträtt i Hudiksvall 1903–1908. 